# دوق لانكستر
دوق لانكاستر (بالإنجليزية: Duke of Lancaster)‏ هو رتبة النبلاء الإنجليز أنشأها إدوارد الثالث.